# Roulans
Roulans är en kommun i departementet Doubs i regionen Bourgogne-Franche-Comté i östra Frankrike. Kommunen ligger i kantonen Roulans som tillhör arrondissementet Besançon. År 2022 hade Roulans 1 122 invånare.

## Befolkningsutveckling
Antalet invånare i kommunen Roulans
Referens:INSEE